# Боргоський сейм
Боргоський сейм (фін. Porvoon maapäivät або неісторично фін. Porvoon valtiopäivät; швед. Borgå lantdag; рос. Боргоский сейм) — перші станові збори (сейм) представників народів Фінляндії, які відбулися у місті Борго (нині також Порвоо) 10(22) березня — 7(19) липня 1809 року. Сейм був скликаний російським урядом після перемоги в російсько-шведській війні 1808—1809 років.
Боргоський сейм затвердив широку автономію Великого князівства Фінляндського, пов'язаного з Російським імператорським двором особистою унією. Таким чином, сейм зберіг юридичні рамки фінської національної державності, яка до цього знаходилася в залежності від шведської корони, і тим самим в цілому зіграв історично позитивну роль, незважаючи на збереження прав шведської еліти Фінляндії та період русифікації 1900—1917 років.

## Перебіг Сейму
У лютому 1809 року було перше розпорядження про скликання сейму в Борго. 16 березня російський імператор Олександр I особисто відкрив його, підписавши напередодні маніфест про державний устрій Фінляндії. При відкритті сейму Олександр I, сидячи на спеціальному троні, промовив по-французьки промову, в якій, між іншим, сказав: «Я обіцяв зберегти вашу конституцію, ваші корінні закони; ваше зібрання тут засвідчує виконання моїх обіцянок». На інший день члени сейму принесли присягу в тому, що «визнають своїм государем Олександра I Імператора і Самодержця Всеросійського, Великого Князя Фінляндського, і будуть зберігати корінні закони і конституції (фр. lois fondamentales et constitutions) краю в тому вигляді, як вони в даний час існують».
Сейму запропонували чотири питання — про військо, податки, монети і про заснування урядової ради; після обговорення їх депутати були розпущені. Укладення сейму лягли в основу організації управління краєм, хоча і не всі клопотання земських чинів були задоволені. Щодо війська було постановлено зберегти поселенську систему. Щодо податкової та фінансової системи великого князівства взагалі імператор оголосив, що податки будуть використовуватися тільки на потреби самої країни. Грошовою одиницею був прийнятий російський рубль (до 1860, коли була введена фінляндська марка). Олександр I зробив заяву про те, що піднімає Фінляндію до рівня «нації серед націй», тобто фактично визнав велике князівство фінським національним державою.
Примітно, що конституційні закони 1772 року, які імператор пообіцяв зберегти, були в тому ж році скасовано в самій колишній метрополії — у Швеції. Положення цих законів згадується у проголошенні незалежності Фінляндії в 1917 році. Деякі з них в силі і понині.

## Пам'ятні матеріали
У жовтні 2009 року монетним двором Фінляндії (Ванта) були випущені пам'ятні монети «200 років фінського уряду».
Монета номіналом 2 євро викарбувана зі срібла 925-ї проби, має вагу — 38,6 г, діаметр — 25,5 мм, Тираж — 15 000 шт. (Proof), 5 000 шт.(BU). Автор зображення монети — Рейо Паавілайнен.

## Нотатки

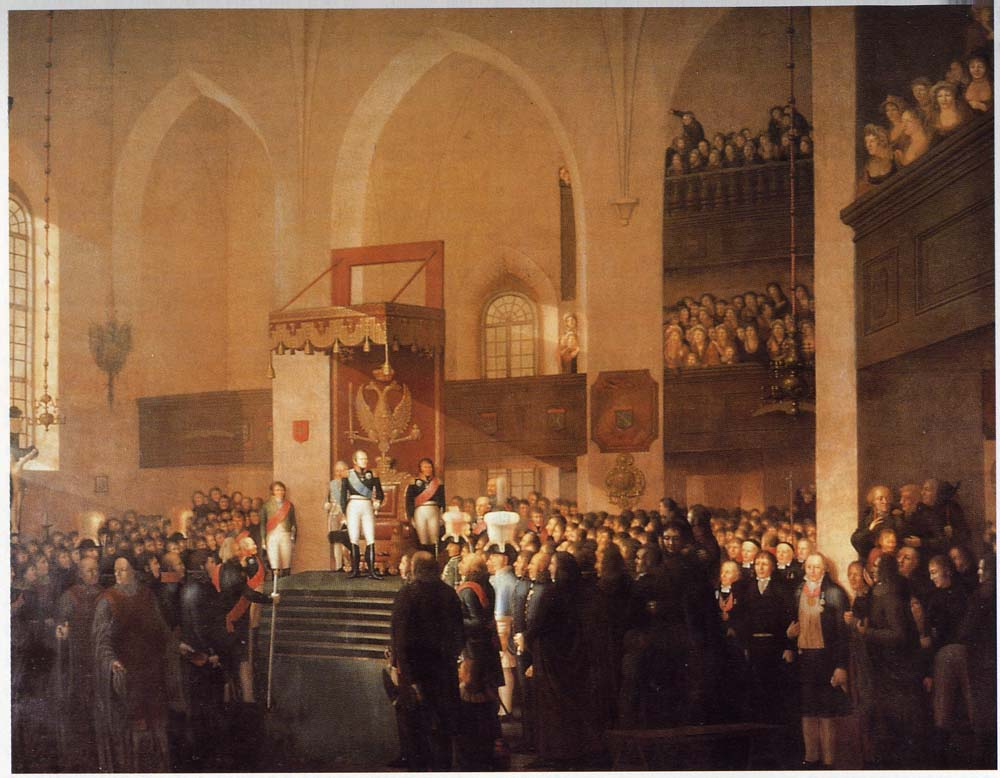
Олександр I відкриває Боргоський сейм

1. ↑  Фінське слово для сейму, valtiopäivät, був винайдений лише в середині XIX століття і тому називати lantdag у Порвоо такою назвою є неісторичним. Шведська назва фінського парламенту була lantdag до 1919, коли вона була офіційно змінена riksdag. Однак російський імператор, звертаючись до станів, використовував французьке слово для сейму.
2. ↑  Давніший правопис landtdag.